# Grube Neurath
Die Grube Neurath, anfangs Grube "Rheingold", später auch Tagebau Neurath genannt, ist eine ehemalige Braunkohle-Tagebaugrube südlich des Ortes Neurath bei Grevenbroich im Rheinischen Braunkohlerevier.

## Geschichte

### Vorgeschichte
Im Jahre 1858 stieß man beim Bau eines Brunnens in Neurath zufällig auf Braunkohle. In der Folge beantragten mehrere Parteien Konzessionen für den Abbau der Kohle und es wurden 1861 durch das Königlich Rheinische Oberbergamt in Bonn drei Grubenfelder rund um Neurath ausgewiesen: „Neurath“ im Südosten, „Der Glückliche Fall“ im Südwesten und „Prinzessin Victoria“ im Nordwesten. Letzteres, benannt nach der preußischen Kronprinzessin Victoria als Namenspatronin, lag teilweise auf Gebiet des Nachbarortes Frimmersdorf.
In den Feldern „Glücklicher Fall“ und „Prinzessin Victoria“ blieb das Flöz zunächst unverritzt, nur im Feld „Neurath“ wurde von den Unternehmern Clemens und Hansen eine untertägige Grube aufgefahren, die aber bereits 1869 wieder geschlossen wurde. Danach ruhte der Bergbau in Neurath für fast 40 Jahre.

### Von derGrube RheingoldzumTagebau Neurath
Zum Ende des 19. Jahrhunderts wurden im Rheinischen Südrevier die ersten größeren Gruben im Tagebauverfahren aufgeschlossen, mit dem man Braunkohle deutlich wirtschaftlicher gewinnen konnte als im Tiefbauverfahren. Gleichzeitig verbesserten sich die Preise für Braunkohle gegenüber der Steinkohle aus dem Ruhrgebiet. Auch in Neurath erinnerte man sich daraufhin der Braunkohlereserven und beschloss, einen neuen Versuch zu unternehmen, das „Braune Gold“ im Tagebau zu gewinnen und zu verarbeiten. Hierfür wurde 1905 eine Gewerkschaft mit dem Namen „Rheingold“' gegründet, die die Konzession für das Feld Neurath erwarb. Diese ließ 1907 am Standort des heutigen Kraftwerks Neurath eine Brikettfabrik bauen und schloss südlich davon im Feld Neurath eine Tagebaugrube auf. Von der Brikettfabrik wurde eine Grubenanschlussbahn nach Oekoven errichtet. Im Jahre 1909 benannte sich die „Gewerkschaft Rheingold“ um in „Gewerkschaft Neurath“; mit ihr wechselten auch Brikettfabrik und Grube den Namen.
Im selben Jahr erwarb die „Gewerkschaft Neurath“ auch die Konzession für das Feld „Prinzessin Victoria“ und gründete als Tochterunternehmen eine Gewerkschaft dieses Namens, die wiederum 1911 eine zweite Brikettfabrik (etwa am Standort des heutigen Wellenfreibades in Neurath) errichten ließ. Die „Brikettfabrik Prinzessin Victoria“ betrieb aber keinen eigenen Tagebau, sondern wurde aus der „Grube Neurath“ mitversorgt. Das Feld „Prinzessin Victoria“ blieb weiterhin ungenutzt.
Im Februar 1921 erwarben die Michelwerke die Gewerkschaften Neurath und Prinzessin Victoria. Den Vorstandsvorsitz der beiden Gruben hatte im Jahr 1919 Georg van Meeteren übernommen.
Die Brikettfabriken waren an die Grube Neurath über eine Kettenbahn und Bandanlagen angeschlossen. Zum Verkippen des Abraumes kam zeitweise auch eine Förderbrücke zum Einsatz. Vom Aufschlussort schritt der Abbau im Uhrzeigersinn fort, erreichte um 1935 den Nordrand des später abgebaggerten Ortes Buchholz und wurde in westlicher Richtung fortgesetzt, wobei eine Erweiterung auf das Gebiet des ehemaligen Feldes „Glücklicher Fall“ erfolgte.
1952 schlossen sich die Gewerkschaften Neurath, Prinzessin Viktoria, Glücklicher Fall und die zwischenzeitlich gegründete „Union“ zur Aktiengesellschaft Braunkohlenbergwerk Neurath zusammen, die wiederum 1959 in der großen Fusion zur Rheinischen Braunkohlenwerke AG (Rheinbraun) aufging.
Um 1960 wuchs die Grube Neurath mit der westlich anschließenden Grube Frimmersdorf zusammen, die sich ebenfalls im Besitz der Rheinischen Braunkohlenwerke befand. Die Gruben wurden vereinigt und der Tagebau wurde unter dem neuen Namen Frimmersdorf-Süd in westlicher Richtung fortgesetzt, der später wiederum in den Tagebau Garzweiler überging.
Die Brikettfabriken „Neurath“ und „Prinzessin Viktoria“ blieben bis 1968 in Betrieb, danach ging die geförderte Kohle in verschiedene andere Brikettfabriken und Braunkohlekraftwerke des Rheinischen Reviers, insbesondere das benachbarte Kraftwerk Frimmersdorf. Nach Abriss der Brikettfabrik Neurath wurde auch hier ein Großkraftwerk, das Kraftwerk Neurath, errichtet.
Im Süden wuchs später der Tagebau Fortuna-Garsdorf bis an die Grenze des zu diesem Zeitpunkt bereits seit langem stillgelegten Tagebaus Neurath heran.
Der Tagebau Neurath ist heute vollständig verfüllt und rekultiviert. Das Gebiet der Grube wird teils als landwirtschaftliche Fläche genutzt, teils ist es von den Abraumkippen Neurather Höhe und Gürather Höhe bedeckt.

### Tagebau Neurath-Nord
Nach Auskohlung des Tagebaus Neurath erwarb 1959 die Martinswerk GmbH aus Quadrath-Ichendorf die Konzession für die Felder „Prinzessin Viktoria“ und „Neurath III“ nordwestlich von Neurath, an der Grenze zum Nachbarort Frimmersdorf. Das Martinswerk schloss hier den Tagebau Neurath-Nord, auf, in dem bis 1985 abgebaut wurde, aus dessen Restloch entstand der Neurather See.